# اندیس کتالان-۱
کتالان-۱ یک اندیس مصالح ساختمانی است که در حوالی شهر فیروزآباد استان تهران قرار دارد و مادهٔ معدنی موجود در آن، سنگ آهک است. و دیرینگی آن به دوران سن  می‌رسد. 